# ガードル

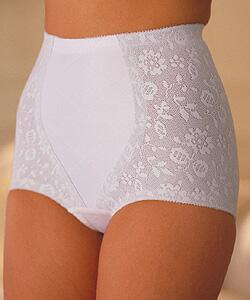
ショートガードル

ガードル（英語: girdle、帯の意）とは、主として女性用ファウンデーションの一種。
素材には、ナイロン、ポリウレタンを組み合わせた伸縮性の高いものが使われる。
価格は、低価格の既製品は1000円程度からオーダーメード品の高級品では数万円するものがある。
パンツ型で腹部・ヒップ、ロングガードルではそれに加えて太股を広範囲に覆い、腹部を押さえる機能とヒップアップ機能と太股を押さえる機能を有し、ウエストラインやヒップラインを美しく見せる機能を持つ。したがって、腹部の突出、ウエストまわり、ヒップラインなど、ラインがくずれやすい部分を形態補正して美しく見せる効果がある。補正力によってハードタイプとソフトタイプ、その中間のミディアムタイプがある。最近は男性用ガードルもあり、機能は女性用と同様である。
形状は主にショートガードルとロングガードルの2種類に分けられ、ショートガードルは太股の付け根までの丈で腹部からヒップまでを覆うのに対し、ロングガードルは太股部までの丈があり腹部から太股までを覆う。ロングガードルの場合、アウターに下着のラインが浮き出ずに、細身のパンツをより美しいラインで見せる効果がある。ミニスカートやショートパンツなど丈の短い上着着用時はロングガードルでは上着からはみ出るため、ショートガードルに限定される。
なお、上腹部・バスト下までをサポートするハイ・ウエスト・ガードルにはクロッチ・ボタンで股間部分を開閉でき、排泄が容易に行える機能をそなえたものもある。
近年では補正力の弱いマイルドガードルもある。マイルドガードルは、造形よりも楽な着け心地を重視したガードルで、無理なくウエストやヒップなどを安定させる効果がある。これらにはパンティーガードル、ショーツガードルという呼び方もある。
。
なお、「スイムガードル」は水着の下にはくパンティー（スイムショーツなど）である。